# Atypophthalmus parvapiculatus
Atypophthalmus parvapiculatus là một loài ruồi trong họ Limoniidae. Chúng phân bố ở miền Australasia.